# Iotichthys phlegethontis
Iotichthys phlegethontis es una especie de peces de la familia de los
Cyprinidae en el orden de los Cypriniformes.

## Morfología
- Los machos pueden llegar alcanzar los 6,4 cm de longitud total.[1][2]

## Hábitat
Es un pez de agua dulce y de clima templado (10 °C, 26 °C).

## Distribución geográfica
Se encuentran en Norteamérica: norte de Utah (Estados Unidos ).